# TV 2 Direkte
TV 2 Direkte (antes TV2), es un canal de televisión privado de Noruega, perteneciente a TV 2 Gruppen. Se trata de un canal generalista que emite informativos, series y telerrealidad.
Es la principal televisión privada del país con una cuota publicitaria superior al 60% y una cuota de pantalla aproximada del 19%. Es miembro activo de la Unión Europea de Radiodifusión desde 1992.

## Historia
En 1990, el parlamento noruego aprobó la creación de un segundo canal de televisión en analógico de carácter privado. El monopolio de la radiodifusión pública NRK se había roto en la década de 1980 con los primeros canales privados vía satélite, y la medida pretendía regular el mercado audiovisual noruego. La concesión se anunció el 31 de enero de 1991, con el requisito de que ningún propietario pudiera poseer más del 20 por ciento de las acciones del canal. Finalmente, TV 2 Gruppen, formado por editoriales escandinavas, recibió la licencia de emisión y se financiaría sólo con publicidad, restringida en NRK.
TV 2 inició sus emisiones el 5 de septiembre de 1992, siendo la primera cadena privada de Noruega. Para emitir en abierto debía cumplir unas obligaciones de servicio público, tales como contar con un 50% de programación propia nacional y contribuir a la difusión de la cultura nacional. Pronto el canal se convirtió en un competidor de NRK1. A inicios de la década del 2000, el grupo puso en marcha una serie de canales temáticos para satélite y cable. TV 2 comenzó a emitir en HD el 25 de junio de 2009.
Con el apagón analógico en 2010, la situación de TV 2 cambió y dejó de ser un canal en abierto. Desde la llegada de la televisión digital terrestre, todos los canales privados noruegos son de pago contratando un paquete básico. El único servicio gratuito disponible es el de NRK. A cambio, los que paguen por ver TV 2 también pueden disfrutar de los canales temáticos por el mismo coste.
En septiembre de 2022, TV2 pasó a llamarse TV2 Direkte.

## Programación
- TV 2 Nyhetene
- God morgen Norge
- Kompani Lauritzen
- Kasko
- Hver gang vi møtes
- Sofa
- Farmen
- Norge bak fasaden
- Dyrepasserne
- The Voice

## Canales hermanos
Desde la década de 2000, TV 2 mantiene una oferta de canales temáticos disponibles en satélite, cable y televisión digital terrestre de pago.
- TV 2 Zebra: Inició sus emisiones el 24 de enero de 2004. Su programación está dirigida a un público masculino y se centra en el entretenimiento.
- TV 2 Livsstil: Canal dirigido al público femenino, disponible desde 2015.
- TV 2 Nyheter: Canal de información continua, existente desde 2007.
- TV 2 Sport: Canal de retransmisiones deportivas que se puso en marcha en 2007. Cuenta con tres señales propias.

El servicio de televisión por internet se llama TV 2 Play y es de suscripción.

## Imagen corporativa

2003 - 2013
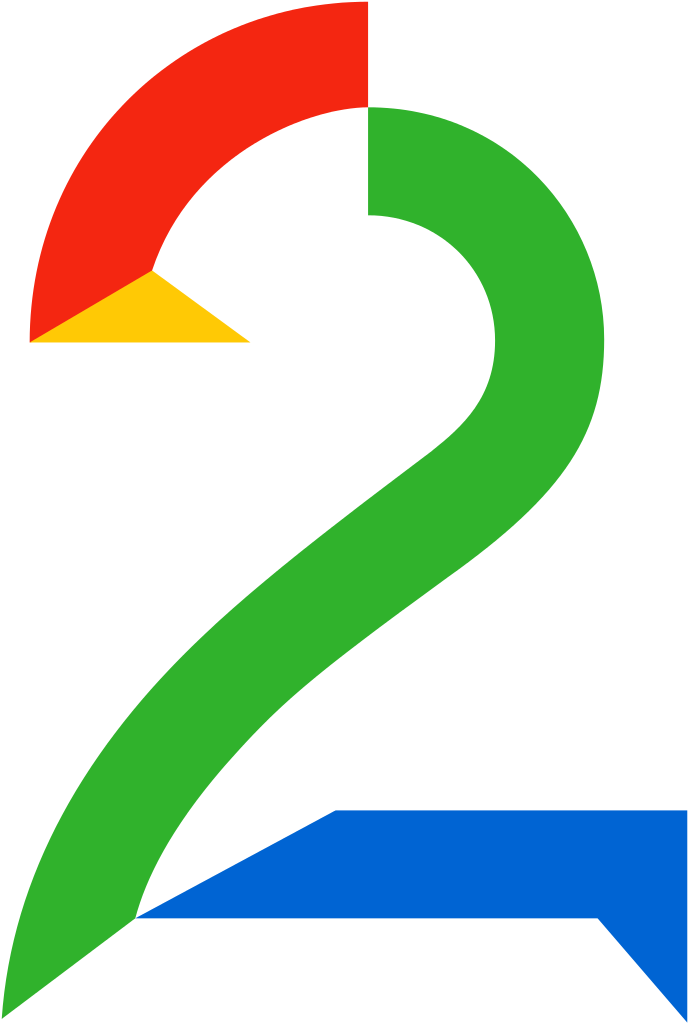
2013 - 2021
Desde 2021